# Rafal Zielinski
Rafal Zielinski (* 1957 in Montreal, Kanada) ist ein kanadischer Regisseur.
Zielinski war unter anderem 1989 (für Ginger Ale Afternoon) und 1994 (für Fun – Mordsspaß) auf dem Sundance Film Festival für den Grand Jury Price nominiert. Sein Film Fun wurde 1995 sowohl auf dem Gijón International Film Festival, als auch auf dem Athens International Film Festival ausgezeichnet.

## Filmografie (Auswahl)
- 1978: Michel Pellus (Kurzfilm)
- 1983: Hey Babe!
- 1983: Screwballs – Das affengeile Klassenzimmer (Screwballs)
- 1985: Loose Screws
- 1986: Die Chaoten-Cops (Recruits)
- 1987: Beverly Hills Car Park
- 1988: American Eiskrem 2 – Jetzt ist der Bär los (State Park)
- 1988: Screwball Hotel
- 1988: Spellcaster
- 1989: Ginger Ale Afternoon
- 1991: D.O.G. Verbotene Tricks (Under Surveillance)
- 1991: Kickboxer USA – Die Nacht des Fighters (Night of the Warrior)
- 1991: Veronica Clare (Fernsehserie)
- 1993: Streetwise (Jailbait)
- 1994: Fun – Mordsspaß (Fun)
- 1994: Sam und Dave – Zwei Ballermänner auf Tauchstation (Last Resort)
- 1996: The Elevator
- 1996: Highlander (Fernsehserie, 2 Folgen)
- 1997: Poltergeist – Die unheimliche Macht (Poltergeist: The Legacy, Fernsehserie, eine Folge)
- 2002: Reality Check
- 2003: Hangman’s Curse – Der Fluch des Henkers (Hangman’s Curse)
- 2004: Kids II – In den Straßen Brooklyns (Downtown: A Street Tale)
- 2005: Age of Kali